# Der Koloß von Konga
Der Koloß von Konga (Originaltitel: chinesisch 猩猩王, Pinyin Xīngxīng wáng – „König der Gorillas“; englischer Titel: The Mighty Peking Man, Alternativtitel: Goliathon, auch: Colossus of the Congo) ist ein von den Shaw Brothers produzierter Monsterfilm aus dem Jahre 1977. Dieser Film aus Hongkong versuchte im Umkreis des Remakes von King Kong, Zuschauer anzusprechen. In Deutschland war der Film ab dem 20. Januar 1978 zu sehen. Im englischsprachigen Raum wurde der Film zuerst als Goliathon und später als The Mighty Peking Man vertrieben.
Regie führte Ho Meng Hua, Produzent war Runme Shaw. Für die Spezialeffekte trugen Sadamasa Arikawa und Koichi Kawakita Verantwortung. Als Hauptdarsteller konnten Danny Lee und die Schweizerin Evelyne Kraft gewonnen werden.

## Inhalt
Eine Gruppe aus Hong Kong unter Führung des Abenteurers Johnny begibt sich in die Berge des Himalaya um einen Riesenaffen (den titelgebenden „Koloss von Konga“) zu fangen. Die Expedition scheitert zunächst und der geldgierige Finanzier Lu Tien überlasst Johnny seinem Schicksal. Dieser entdeckt kurz darauf eine große affenähnliche Kreatur, die mit einer hübschen blonden Frau friedlich zusammenlebt. Die Frau – Samantha – verlor ihre Eltern bei einem Flugzeugabsturz und wurde von Utam, dem Riesenaffen, aufgezogen. Wie Tarzan hat sie während der Zeit gelernt, sich durch den Dschungel zu schwingen und mit vielen Wildtieren zu kommunizieren. Johnny rettet Samantha, die beiden verlieben sich und es wird entschieden, in die Zivilisation zurückzukehren.
Lu Tien wittert das große Geschäft und unter großem Interesse wird Utam nach Hong Kong verschifft. Samantha kann sich schwer in die neue Umgebung eingewöhnen. Johnny versöhnt sich hingegen mit seiner Freundin, obwohl ihr Betrug mit seinem Bruder überhaupt der Grund für sein Himalaya-Abenteuer war. Dies bekommt Samantha mit, läuft davon und wird fast von Lu Tien vergewaltigt. Während ihrer Flucht dreht Utam durch, tötet Lu Tien, verbreitet Chaos in der Stadt und klettert letztlich auf das höchste Gebäude, das Jardine House. Johnny und Samantha versuchen nun verzweifelt, Utam zurück in den Dschungel zu bringen. Wie sein großes Vorbild, King Kong, wird Utam aber von Hubschraubern beschossen und stürzt in den Tod. Bei dem Versuch Utam zu retten, wird Johnny angeschossen und Samantha stirbt scheinbar in einer Explosion.

## Produktion
Der Koloß von Konga hatte ein Budget von sechs Millionen Hongkong-Dollar. Die Filmproduktion dauerte über ein Jahr, gedreht wurde in Mysore, Indien.

## Rezeption
„Ein verliebtes Affenmonster richtet, als man seiner geliebten Blondine zu nahe tritt, in Hongkong grandiose Zerstörungen an, ehe es unter Einsatz von Panzern und Hubschraubern unschädlich gemacht werden kann. Teils naive, teils unappetitliche Horror-Story mit Anleihen bei den amerikanischen 'King Kong'-Filmen.“

„Nein, wat ha'mer gelacht! 'Der Koloß von Konga' ist ein tolldreister, von den Shaw Brothers produzierter 'King Kong' Rip-Off, der eine unglaublich unfreiwillig komische erste Hälfte besitzt, während die zweite Hälfte mit der altbekannten 'King Kong macht Rabatz auf dem Festland'-Handlung dagegen für einige Längen sorgt. Allerdings ist die erste Hälfte schon das Geld des Films wert und bietet einen Lacher nach dem anderen. Ein richtiger Partyfilm also, den man unbedingt in einer größeren Runde genießen sollte!“

Im September 2016 wurde der Film im Rahmen der Tele-5-Reihe Die schlechtesten Filme aller Zeiten gezeigt.